# Richard Corts
Richard Corts (né le 16 juillet 1905 à Remscheid et décédé le 7 août 1974 dans la même ville) est un athlète allemand spécialiste du sprint. Affilié au Deutscher Sportclub Berlin, il mesurait 1,77 m pour 68 kg.

## Biographie
Le 7 août 1974, il se suicide à Remscheid, sa ville natale.

### Palmarès
| Date | Compétition           | Lieu      | Résultat | Performance |
| ---- | --------------------- | --------- | -------- | ----------- |
| 1928 | Jeux olympiques d'été | Amsterdam | 2e       | 41 s 2      |

### Records
| Épreuve    | Performance | Lieu | Date |
| ---------- | ----------- | ---- | ---- |
| 100 mètres | 10 s 4      |      | 1928 |